# Torre Nova des Cap Vermell
Der Torre Nova des Cap Vermell oder Talaia Nova des Cap Vermell (historisch auch Torre des Puig de Son Massot) ist ein Wachturm aus dem späten 16. Jahrhundert auf der Baleareninsel Mallorca.

## Lage und Beschreibung

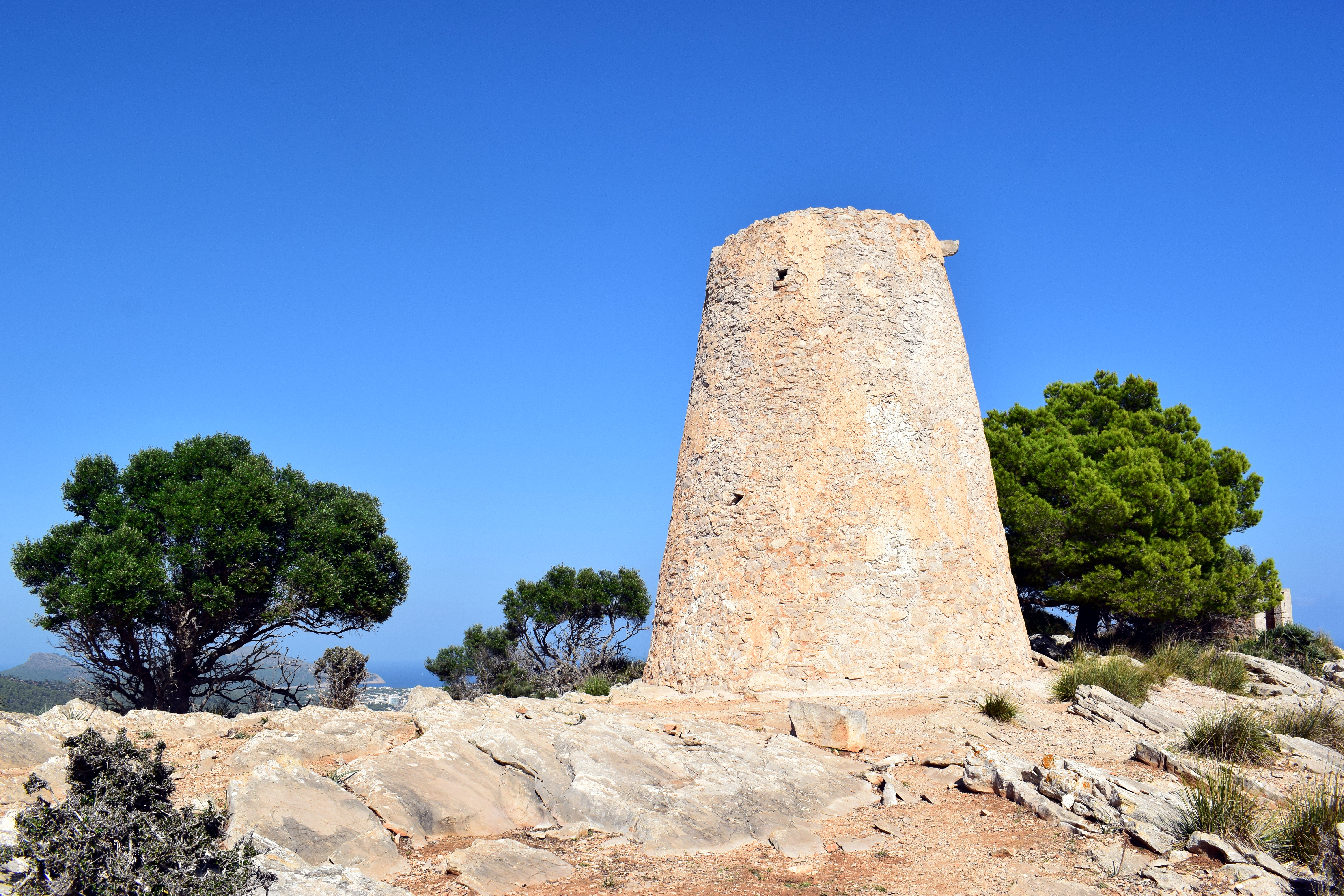
Blick auf den Turm aus südlicher Richtung

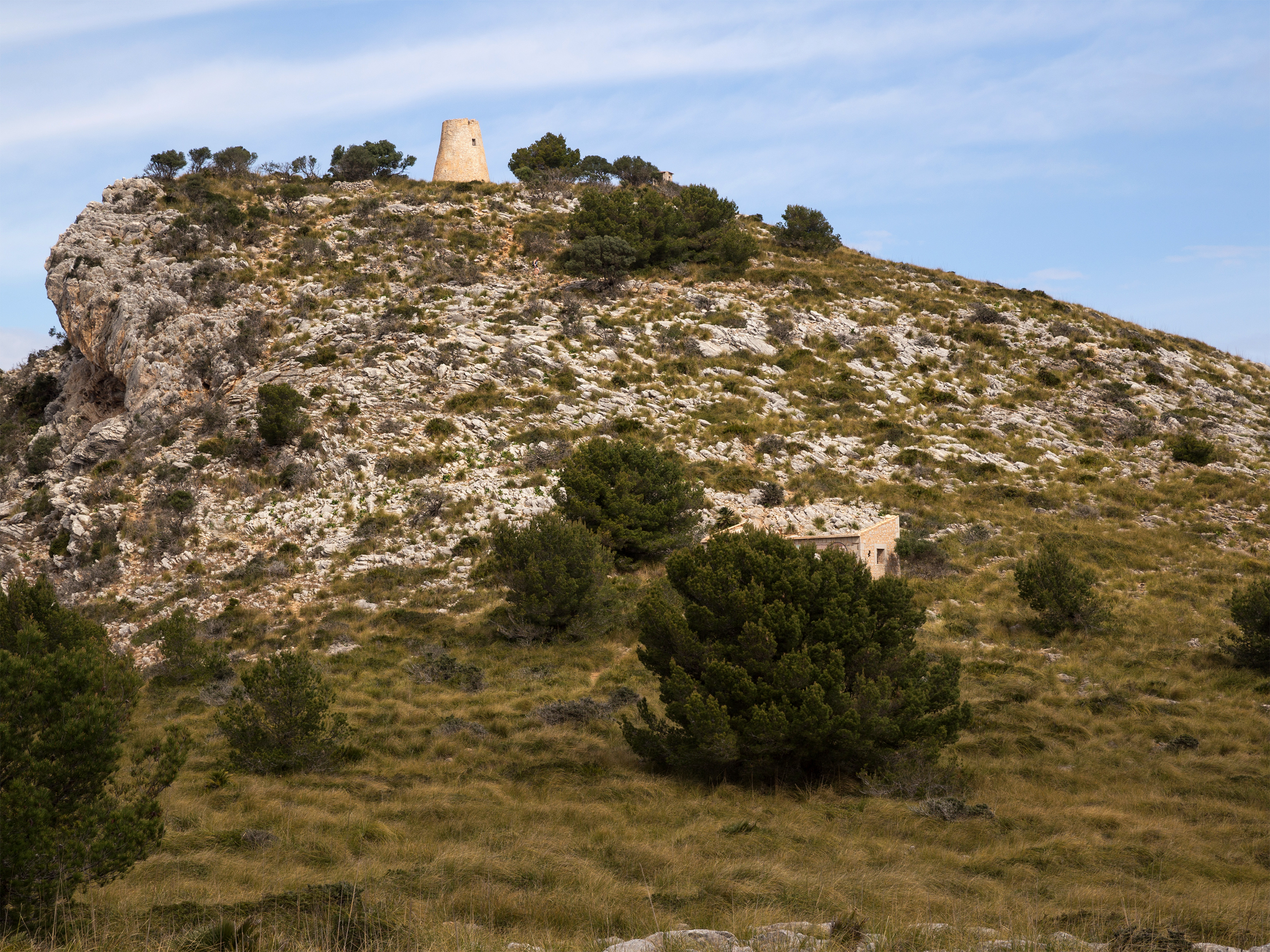
Standort des Wachturms in 210 m Höhe

Der Turm steht bei Canyamel in der Gemeinde Capdepera auf einer 210 m hohen Erhebung am Cap Vermell, die nur zu Fuß über Bergpfade zu erreichen ist. Von hier aus ist die Küste im Norden bis zur Punta de na Foguera und im Süden bis zur Punta de n’Amer zu überblicken.
Der acht Meter hohe Turm in Form eines Kegelstumpfes mit kreisförmigem Grundriss besitzt einen Außendurchmesser von 6,72 Metern an der Basis und 4,05 Metern an der Krone. Er ist großfugig aus Bruchsteinen gemauert und mit Kalkmörtel verputzt. Der einzige Zugang befindet sich an der Ostseite in der oberen Hälfte des Turms. Ein nur 50 cm breiter Gang führt von dort in das Innere, das aus einem einzigen runden Raum besteht, dessen Durchmesser am Boden 2,45 m beträgt. Der Raum ist 2 m hoch und schließt nach oben mit einem spitz zulaufenden Gewölbe ab. Über dem Gang befindet sich der Zugang zur Wehrplatte an der Spitze des Turms, die von einer 100 cm hohen und 65 cm breiten Brustwehr umgeben ist. Die mit einer Schicht Kalkmörtel versehene Plattform weist eine Neigung auf, die Regenwasser zu einem Ablauf leitet, der über einen Wasserspeier nach außen führt. Zur Verteidigung des Zugangs befindet über diesem ein Maschikuli.

## Geschichte
Am Ende des 16. Jahrhunderts wurden Anstrengungen unternommen, die Küste Mallorcas gegen Angriffe von See zu schützen. Der wahrscheinlich 1577 errichtete Torre Nova des Cap Vermell gehört zu einer Reihe von Wachtürmen, die etwa zeitgleich erbaut wurden und untereinander in Sichtkontakt standen. In der heutigen Gemeinde Capdepera befindet sich neben dem Torre Nova des Cap Vermell ein weiterer Wehrturm aus dieser Zeit – der 8,5 km nördlich gelegene Torre de Son Jaumell. 1597 war der Torre Nova des Cap Vermell mit zwei unbewaffneten Männern besetzt. Es ist urkundlich belegt, dass im Jahr 1614 wichtige Arbeiten unbekannter Art am Turm durchgeführt wurden. Im Jahr 1698 verfügte der Turmwärter über zwei Arkebusen, eine Schrotflinte, acht Pfund Schießpulver und sechs Dutzend Arkebusenkugeln. Weitere Dokumente weisen darauf hin, dass der Turm am Ende des 18. Jahrhunderts in einem schlechten Zustand war. Es wurde empfohlen, ihn instand zu setzen und mit zwei Kanonen zu bestücken. Ob das geschah, ist aber unbekannt. Nachdem der Turm im 19. Jahrhundert seine militärische Bedeutung verloren hatte, verfiel er zunehmend. Erst 2011 wurde beschlossen, ihn zu restaurieren. Es wurde vereinbart, dass die Kosten von 87.639 € zu 75 % von der spanischen Zentralregierung und zu 25 % von der Gemeinde Capdepera getragen werden sollten. Die Arbeiten wurden 2012 unter der Leitung des Architekten José Luis Simón Maura ausgeführt. Am 26. März 2013 wurde der restaurierte Turm übergeben.
Seit 1993 steht der Torre Nova des Cap Vermell unter Denkmalschutz. Er ist in der spanischen Datenbank für Kulturgüter (Bienes de Interés Cultural) unter der Nummer RI-51-0008391 registriert.

## Quelle
- José Luis Simón Maura: Projecte de restauració de la torre nova des Cap Vermell. Consell de Mallorca, Juni 2008, abgerufen am 27. Oktober 2023 (spanisch).